# 필리핀 태권도 협회
필리핀 태권도 협회(영어: Philippine Taekwondo Association, PTA)는 필리핀의 태권도 종목 행정을 총괄하는 스포츠 행정 기구이다. 1976년에 설립되었으며,  필리핀에서의 태권도의 진흥과 발전을 목표로 하며, 세계 태권도 연맹과 필리핀 올림픽 위원회의 가맹 단체이다. PTA는 다양한 주변 태권도 협회를 연계를 통해 국제 태권도 대회를 대표하는 관리 기구 역할을 하며 태권도 띠 승격 시험과 강사 세미나를 실시한다.
2018년 6월 5일, 로드리고 두테르테 전 대통령과 봉고 전 상원의원이 국기원로부터 명예 검은띠 칭호를 받았다 .

## 참고 문헌
- “필리핀 태권도 협회” (영어). 세계 태권도 연맹.